# Sortbrynet albatros
Sortbrynet albatros (Thalassarche melanophris) er en stormfugl, der lever på den sydlige halvkugle.